# 楊氏春貴
楊氏春貴（1941年4月19日—1969年3月8日），越南战争时期越南女作家。

## 生平
楊氏春貴于1941年4月19日出生在河内。祖籍兴安省文江县米所社。其父亲楊聚灌曾在法国统治下的越南担任国会议员，并创办和主编了多份报纸和杂志。由于倡导反对法国殖民统治，他多次被法国殖民当局停职，但每次他都创办了一份新的报纸或杂志。她的两个叔叔楊伯濯和楊廣涵都是著名的教师和学者。她的堂兄之一是越南绘画四杰之一的艺术家杨碧莲。
1946年底，她和家人为躲避战火迁居太原省。1954年，她与家人回到河内。1961年至1968年受聘为《越南妇女报》记者。在此期间，她参加了河内师范大学文学课程的补习班。1965年参与南方战场作战。1966年2月，她与诗人裴明国结婚。同年12月，她生下了独女裴杨香丽。1968年7月，她投入战场担任中部地区（五区）《解放文艺》杂志记者。1969年3月8日晚，在大韓民国国軍的猛烈袭击中，她在广南省濰川縣川新社（现潍城社）失踪，据信已身亡。直到2006年8月3日，裴明国才找到据信为楊氏春貴的遗体和遗物，并安葬在潍城社。

## 荣誉
- 2007年，她获得了越南国家文学与艺术奖。